# معبد تویوکونی (ناگویا)
معبد تویوکونی (به ژاپنی: 豊国神社, Toyokuni-jinjaa) یک معبد شینتویی است که در ناگویا در ژاپن قرار دارد. یکی از چندین معبدهای تویوکونی است که به افتخار تویوتومی هیده‌یوشی ساخته شده‌است.